# Alpha- og beta-syrer
Alpha- og beta-syrer (ofte skrevet α- og β-syrer) er en række bitterstoffer der forekommer naturligt i humleplanten. Humle anvendes bl.a. i produktionen af øl hvor α- og β-syrerne bidrager med en bitter smag. 

## Syernes struktur
Humuloner er fællesbetegnelsen for humulon, cohumulon og adhumulon, som er de hyppigst forkomne α-syrer i humle. Humulonerne deler grundstrukturen, der fremgår af figur 1. Sidekæden "R" udgøres af COCH2CH(CH2)2, COCH(CH3)2 og COCH(CH3)CH2CH3 for henholdsvis humulon, cohumulon og adhumulon. Cohumulon har et C-atom mindre i sidekæden og har derfor den højeste opløselighedskoefficient i vand, derudover er den bitrere end de øvrige humuloner. Humulonerne er tensioaktive og udgør sammen med proteiner, en betydende faktor i stabiliseringen af ølskum.
Lupuloner er β-syrerne lupulon, colupulon og adlupulon, hvis grundstruktur fremgår af figur 2. "R" udgøres her af CH2H(CH3)2, CH(CH3)2 og CH(CH3)CH2CH3 for henholdsvis lupulon, colupulon og adlupulon. Humulonernes og lupulonernes sidekæder er deriveret af aminosyrerne leucin, isoleucin og valin.
Grundstrukturen for humuloner og lupuloner er næsten ens, men differentieres på følgende punkter:
• Humulonerne har en acylgruppe ved R-kæden
• Lupulonerne har to prenylgrupper, hvor humulonerne har et kiralt center
Lupulonerne har en højere opløselighedskonstant i vand end humulonerne, og oxideres til mere end 50 stoffer, såfremt der er ilt opløst i vandet, hvilket bidrager til en lav halveringstid i øllet. Nogle af stofferne er bitre og bidrager til øllet som aromastoffer.

## Isomerisering af humuloner
Den primære årsag til at humlen koges, er at isomerisere α-syrer til iso-α-syrer, iso-humuloner, med henblik på at øge vandopløseligheden af stoffet. Reaktionen forløber som en termisk isomerisering af humulonerne ved en acyloin ringsammentrækning, hvorved der dannes to epimere, cis og trans, af hvert humulon, jf. figur 3.
Ved urtkogningen kan omkring 30% af humlens samlede humuloner isomeriseres, og derved overføres til vandfasen. En effektiv, men dyrere, metode til denne proces er superkritisk ekstraktion med CO2, hvorved 40-50% af humulonerne kan ekstraheres, og efterfølgende overføres til vandfasen. Koncentrationen af humuloner i det endelige bryg ligger på 15-100 ppm afhængig af øltypen. Forholdet mellem cis-iso-humulon og trans-iso-humulon i urten er typisk 68:32. Desuden har cis-iso-humulon en markant længere halveringstid i det endelige bryg, over fem år, i forhold til trans- iso-humulon der har en halveringstid på ca. et år. Cis-trans forholdet forskydes derfor med tiden mod venstre.

## Effekt på bakterier
Humuloner og lupuloner har en bakteriostatisk effekt, der skyldes prenylgruppernes påvirkning af grampositive mikroorganismers cellembraner. Lupuloner, der har tre prenylgrupper, har en forøget bakteriostatisk effekt i forhold til humulonerne, som har to prenylgrupper. Humuloner, lupuloner, iso-humuloner og iso-lupuloner har en bakteriostatisk effekt på gramnegative mikroorganismer, samt enkelte encellede svampe af familierne Penicillium og Aspergillus. Årsagen til stoffernes bakteriostatiske effekt er todelt: først passerer de cellevæggen på bakterien, herefter dissociereres stofferne inde i cellen og ioniseres herved. Dissocieringen forekommer, da pH i cellen er højere end i øllet, omkring 7. Ionerne påvirker herefter cellens transportprocesser, herunder respirationsprocessen, proteinsyntesen og syntesen af DNA og RNA, hvorved cellen dør. Det er primært iso-humulon, der hæmmer bakterievæksten i øl, grundet stoffets høje koncentration i opløsningen, der kan være op mod 60 mg/L.
Den antibakterielle aktivitet af iso-humulon forøges ved højere koncentrationer af monovalente kationer (K+, Na+, NH4+, Rb+, Li+) i opløsningen. Årsagen til dette er, at iso-humuloner kun kan passere cellevæggen på bakterier i associeret tilstand, såfremt opløsningen indeholder monovalente kationer. Trans-iso-humulon danner komplekser med divalente kationer (Ca2+, Mg2+). Komplekserne kan ikke passere cellevæggen. Dette medfører en faldende aktivitet af den antibakterielle effekt ved højere koncentrationer af divalente kationer.

## Fotosensitivitet
Cis-iso-humuloner og trans-iso-humuloner er fotosensitive, dette er den primære årsag til, at øl ofte opbevares i dåser eller mørke flasker. Såfremt stofferne belyses med UV-, eller synligt lys (350-500 nm) under tilstedeværelsen af et fotosensibiliseringsmiddel, dekomponerer stofferne ved en Norrish type I–reaktion omkring det kirale center. I øl vil stoffet riboflavin, vitamin B2, fungere som et fotosensibiliseringsmiddel. I øllet forekommer lave koncentrationer af SH+, primært fra svovlholdige aminosyrer, der reagerer med cis-iso-humulon og trans-iso-humulon under dekomponeringen og danner 3-methylbut-2-en-1-thiol, et stof der kemisk set minder meget om de thioler der giver stinkdyr deres karakteristiske lugt, hvilket giver øllet en markant bismag i koncentrationer ned til få ppb. .

## Opløselighed af humuloner i urten
Flere faktorer påvirker opløseligheden af humuloner i urten, hvoraf den væsentligste er pH. Ved pH 5,9 kan der højest opløses 39 mg/L isohumulon ved 25 °C, sænkes pH til 4,9 falder opløseligheden til 29 mg/L, hvilket er en forskel på 25,6% ved en forskel på 1,0 pH. Opløseligheden for humulon ved pH 5,9 er 6 mg/L og falder til 4 mg/L ved pH 4,9 (31). En ændring af pH, indenfor 4,8-6,0, påvirker ikke isomeriseringsgraden eller isomeriseringshastigheden af humuloner i urten.
Andre faktorer der påvirker koncentrationen af humuloner i urten er; overfladeareal på humlen, temperatur, kogetid og mængden af lipofile partikler i urten. Humlekorn har større overfladeareal end humlekogler og afgiver mere humulon. Derfor kan det være fordelagtigt at anvende humlekornene, frem for koglerne. Kornene kan knuses for at forøge overfladearealet yderligere, men dette medfører et tab af humlens olier. Da humuloner er lipofile, adsorberes disse til overfladen på lipofile stoffer i urten, og bliver frafiltreret efter urtkogningen. Koncentrationen af lipofile stoffer i urten påvirker derved koncentrationen af humuloner i det endelige bryg. Tryk påvirker ikke opløseligheden af humuloner betydeligt, men nedsætter ekstraktionstiden. Koges humlen ved 120 °C nedsættes kogetiden med ca. 71% .

## Bitterstoffer i en række humlesorter
I tabellen herunder fremgår koncentrationen af α-, β-syrer samt humleolier i en række humlesorter. Alle værdier er angivet i %m.
| Humlens navn               | Oprindelsesland | α-syre | β-syre | Humleolier |
| -------------------------- | --------------- | ------ | ------ | ---------- |
| Aroma-humle                | ~               | ~      | ~      | ~          |
| Golding                    | England         | 5.5    | 2.5    | 0.7        |
| Fuggle                     | England         | 4.5    | 3.7    | 0.6        |
| Progress                   | England         | 6.0    | 2.3    | 0.6        |
| Whitbread Golding variety  | England         | 6.0    | 2.7    | 1.0        |
| Hersbrucker                | Tyskland        | 4.2    | 7.0    | 0.8        |
| Tettnang                   | Tyskland        | 4.0    | 6.0    | 0.8        |
| Spalt                      | Tyskland        | 4.0    | 7.0    | 0.8        |
| Hallertau                  | Tyskland        | 4.5    | 6.0    | 0.8        |
| Willamette                 | USA             | 6.0    | 4.0    | 1.0-1.5    |
| Cascade                    | USA             | 6.0    | 5.0    | 1.0        |
| Mount Hood                 | USA             | 5.0    | 4.0    | 1.0        |
| Strisselspalt              | Frankrig        | 4.5    | 2.0    | 0.7        |
| British Columbian Bramling | Canada          | 5.0    | 2.3    | 0.7        |
| Styrian Golding            | Slovenien       | 5.0    | 2.6    | 0.8        |
| Saaz                       | Kroatien        | 3.0    | 7.0    | 1.0        |
| Lublin                     | Polen           | 5.0    | 1.3    | 1.0        |
| N.Z. Hallertau             | New Zealand     | 7.5    | 6.0    | 1.0        |
| α-humle                    | ~               | ~      | ~      | ~          |
| Target                     | England         | 10.5   | 5.2    | 1.3        |
| Yeoman                     | England         | 10.5   | 5.1    | 0.8        |
| Omega                      | England         | 8.0    | 3.5    | 1.0        |
| Northern Brewer            | Tyskland        | 8.0    | 7.0    | 1.6        |
| Brewers' Gold              | Tyskland        | 6.5    | 6.5    | 1.4        |
| Rekord                     | Belgien         | 6.0    | 6.0    | 1.0        |
| Galena                     | USA             | 13.0   | 8.0    | 1.2        |
| Nugget                     | USA             | 13.0   | 5.0    | 2.0        |
| Glusters                   | USA             | 7.0    | 5.0    | 0.5        |
| Pride of Ringwood          | Australien      | 9.0    | 1.7    | 2.0        |
| Super Styrian              | Slovenien       | 8.5    | 2.2    | 1.0        |
| Green Bullet               | New Zealand     | 10.0   | 7.8    | 1.3        |
| Pacific Gem                | New Zealand     | 12.0   | 9.2    | 1.8        |
| Blandet                    | ~               | ~      | ~      | ~          |
| Northdown (seeded)         | England         | 8.0    | 6.0    | 1.0        |
| Northdown (seedless)       | England         | 10.0   | 6.6    | 2.0        |
| Challenger (seeded)        | England         | 7.0    | 3.9    | 0.8        |
| Challenger (seedless)      | England         | 9.0    | 4.5    | 1.3        |
| Perle                      | Tyskland        | 6.5    | 8.0    | 1.0        |
| HŸller                     | Tyskland        | 5.5    | 6.0    | 1.0        |
| Centemnial                 | USA             | 10.0   | 5.0    | 1.5        |
| Chinook                    | USA             | 13.0   | 3.0    | 2.0        |